# Symphonie no 5 de Milhaud
Pour les articles homonymes, voir Symphonie no 5.
La Symphonie no 5, op. 322, est une œuvre pour orchestre du compositeur français Darius Milhaud. Elle a été composée en 1953 sur commande de la RAI. La création de la symphonie a été faite à Turin le 16 octobre 1953.

## Structure
La cinquième symphonie de Milhaud comporte quatre mouvements. Les titres des mouvements sont les suivants :
1. Vif et cinglant (env. 8 min 20 s)
2. Lent et tendre (env. 14 min)
3. Clair et léger (env. 3 min 30 s)
4. Alerte et rude (env. 6 min 30 s)

La durée d'exécution est d'environ 32 minutes.
Cette symphonie (qu'il ne faut pas confondre avec la Symphonie de chambre no 5 de 1922, op. 75, pour dix instruments à vent de Milhaud) est publiée par Heugel & Cie.

## Enregistrements
- 1997 Orchestre symphonique de Bâle, Alun Francis (dir.), faisant partie du coffret des Symphonies No. 1-12 de Milhaud chez CPO